# Verrey-sous-Drée
Verrey-sous-Drée – miejscowość i gmina we Francji, w regionie Burgundia-Franche-Comté, w departamencie Côte-d’Or.
Według danych na rok 1990 gminę zamieszkiwało 66 osób, a gęstość zaludnienia wynosiła 19 osób/km² (wśród 2044 gmin Burgundii Verrey-sous-Drée plasuje się na 844. miejscu pod względem liczby ludności, natomiast pod względem powierzchni na miejscu 1312.).